# Duje Bonačić
Duje Bonačić (Split, 1929. április 10. – Split, 2020. január 24.) olimpiai bajnok horvát evezős.

## Pályafutása
Az 1952-es helsinki olimpián kormányos nélküli négyesben olimpiai bajnok lett. Társai Velimir Valenta, Mate Trojanović és Petar Šegvi voltak.

## Sikerei, díjai
- Olimpiai játékok
  - aranyérmes: 1952, Helsinki (kormányos nélküli négyes)